# Vaiśeṣika
El vaiśeṣika o vaisheshika es uno de los seis darshanas (doctrinas ortodoxas) del hinduismo. Fundada por el filósofo Kanada, fue una escuela naturalista de atomismo, que acepta solo dos fuentes de conocimiento, percepción e inferencia. Esta filosofía sostenía que el universo era reducible a «paramāṇu» (átomos), que son indestructibles (anitya), indivisibles, y tienen un tipo especial de dimensión, llamado «pequeño» (aṇu). Todo lo que existe es un compuesto de estos átomos, excepto el tiempo, el espacio, el éter (akasha), el espíritu y el alma.
Los átomos constitutivos de materias primas son los átomos de fuego, tierra, aire y agua. El vaiśeṣika cree que Dios creó el mundo, no desde la nada, sino por la organización de las sustancias existentes.
Vaiśeṣika organizó todos los objetos de la experiencia en lo que llamaron «padārthas» (literalmente: «el significado de una palabra») que incluía seis categorías; dravya (sustancia), guṇa (calidad), karma (actividad), sāmānya (generalidad), viśeṣa (particularidad) y samavāya (inherencia). Más tarde pensadores vaiśeṣikas (como Śrīdhara, Udayana y Śivāditya) agregaron una categoría más, abhava (inexistencia). Las primeras tres categorías se definen como «artha» (lo que se puede percibir) y tienen una existencia real y objetiva. Las últimas tres categorías se definen como «budhyapekṣam» (producto de la discriminación intelectual) y son categorías lógicas.

## Etimología
- vaiśeṣika, en el sistema AITS (alfabeto internacional para la transliteración del sánscrito).
- वैशॆषिक, en escritura devanagari del sánscrito.
- Pronunciación:
  - [vəiɕeʂikə] según el sistema AFI (alfabeto fonético internacional)[4]
  - /vaisheshika/ (pronunciación aproximada)[5]
- Etimología: ‘diferenciación’, del sánscrito vi-śeṣa: particularidad, individualidad, diferencia esencial o esencia individual; según los vaisesikas, es la quinta categorización (o padārtha), que pertenece a las 9 sustancias eternas o dravias): alma, tiempo, espacio, éter, y los 5 átomos: tierra, agua, luz, aire y mente, las cuales se dice que son esencialmente diferentes unas de otras, y que nunca una puede ser la otra).[5]

## Orígenes
Fundado entre los siglos II y III, fue fusionado con la escuela nyāya (escuela de la lógica) en el siglo XI, formando así la escuela nyāya-vaiśeṣika, a causa de sus teorías metafísicas estrechamente vinculados. En su forma clásica, sin embargo, la escuela vaisesika difiere de la niaia sobre un punto crucial: el segundo acepta cuatro fuentes de conocimiento válido, en cambio el primero solo acepta dos: la percepción y la inferencia. El átomo (anu: 'mini, lo pequeño') de los vaisesika difiere del átomo de la ciencia moderna: los vaisesika creían que los átomos estaban dirigidos por Dios.

## Características
El vaisesika intenta identificar, inventariar y clasificar las entidades que se presentan a sí mismas a la percepción humana. Lista seis categorías del Ser.
Sustenta que la unidad más pequeña, indivisible e indestructible del universo es el átomo, el cual es hecho energía mediante la voluntad de Dios y que todas las funciones corporales son una combinación de los átomos de tierra, agua, fuego y aire.